# Aldo fait ses classes
Pour plus de détails, voir Fiche technique et Distribution.
Aldo fait ses classes (Riavanti... Marsch!) est une comédie militaire italienne réalisée par Luciano Salce et sortie en 1979.

## Synopsis
Cinq hommes d'âge moyen sont convoqués pour un cours de recyclage dans la caserne militaire où ils ont fait leur service militaire 20 ans plus tôt.
Alessio est un prolétaire, fervent défenseur des droits des travailleurs et opposé au capitalisme ; Giovanni Crippa est un industriel milanais qui mène une vie monotone ; Otello Cesarini est un vendeur ambulant criblé de dettes ; Francesco Paternò est un noble de Palerme ; enfin, il y a Pietro Bianchi qui, de retour à la caserne, espère retrouver une ancienne « flamme » ; au lieu de cela, il fait la connaissance d'une jeune fille joyeuse, exubérante et sans scrupules qui est probablement le fruit d'une relation avec son amour de jeunesse.
A l'exception de Pietro, qui est lieutenant, les quatre autres sont constamment mis sous pression par le colonel, qui tient à recevoir la visite d'inspection d'un officier américain. Entre-temps, Giovanni retrouve Zaïra, son amour de jeunesse, et entre en conflit avec le compagnon de la femme.
Othello, quant à lui, tombe amoureux d'Elena, une infirmière. Alessio, Francesco et Giovanni tentent de rendre leur amour impossible par de mauvaises blagues.
Francesco est tourmenté par l'idée qu'Immacolata, sa femme restée seule en Sicile, pourrait le tromper. Pietro, quant à lui, doit faire face à la drague de Marina. Il s'interdit d'y céder car il soupçonne fortement être son père.
Alessio, quant à lui, est célibataire et décidément malchanceux en amour ; il réussit cependant à gagner le cœur de Valeria, la propriétaire de la boutique de la caserne, après que la jeune fille se soit d'abord imaginée qu'elle pouvait couronner son amour pour Francesco, ignorant le fait que l'homme était déjà marié. 

## Fiche technique
- Titre français : Aldo fait ses classes ou En avant, marche ou Encore une fois en avant, au temps marche ![1]
- Titre original italien : Riavanti... Marsch! ou Masuccio Salernitano[2]
- Réalisateur : Luciano Salce
- Scénario : Augusto Caminito, Teodoro Corrà
- Photographie : Sergio Rubini
- Montage : Antonio Siciliano (it)
- Musique : Piero Piccioni
- Décors : Carlo Leva
- Costumes : Giulietta De Riu
- Production : Mario Bregni, Pietro Bregni
- Société de production : Produzioni Atlas Consorziate (PAC)
- Pays de production :  Italie
- Langue originale : italien
- Format : Couleurs - 1,85:1 - Son mono
- Durée : 118 minutes
- Genre : Comédie militaire
- Dates de sortie :
  - Italie : 28 novembre 1979
  - France : 1983

## Distribution
- Aldo Maccione : Otello Cesarini
- Alberto Lionello : Giovanni Crippa
- Venantino Venantini : Sergent Sconocchia
- Stefano Satta Flores : Alessio
- Adriana Russo : Valeria Sabbioni
- Gigi Reder : colonel
- Paola Quattrini : Sofia
- Carlo Giuffré : Francesco Paternò
- Anna Maria Rizzoli : Immacolata
- Renzo Montagnani : Pietro Bianchi
- Sandra Milo : Zaïra Bergamelli
- Olga Karlatos : Elena
- Silvia Dionisio : Marina
- Nello Pazzafini : l'amant de Zaïra
- Carmen Russo : Peppina, la prostituée
- Maria Tedeschi : Agata, tante de Valeria
- Ennio Antonelli : soldat dans le dortoir
- Roger Browne : Général Thompson
- Renato Cecilia : Percepteur des impôts

## Production
La production a tourné le film dans un oratoire salésien de la Via Prenestina à Rome. 